# حشرة الزيتون القطنية
حشرة الزيتون القطنية أو بسيلا الزيتون (باللاتينية: Euphyllura olivina) من الحشرات التي تصيب أشجار الزيتون في الربيع وأوائل الصيف وتسبب خسائر فادحة في المحصول لأنها تهلك الأزهار.

## وصف الحشرة
طول الحشرة البالغة حوالي 0.25 سم. لونها بني مخضر ولها أجنحة. والحورية واليرقة تشبه الحشرة مع عدم وجود أجنحة. تبيت الحشرة الكاملة في الشتاء في قواعد أنصال وبراعم الأوراق، وفي الربيع وبالذات في شهر نيسان عند بدء ارتفاع درجة الحرارة تنشط الحشرة.
تضع الأنثى البيض على الأغصان القريبة من الأزهار وتضع البيض خلال شهري نيسان وأيار.

## الضرر

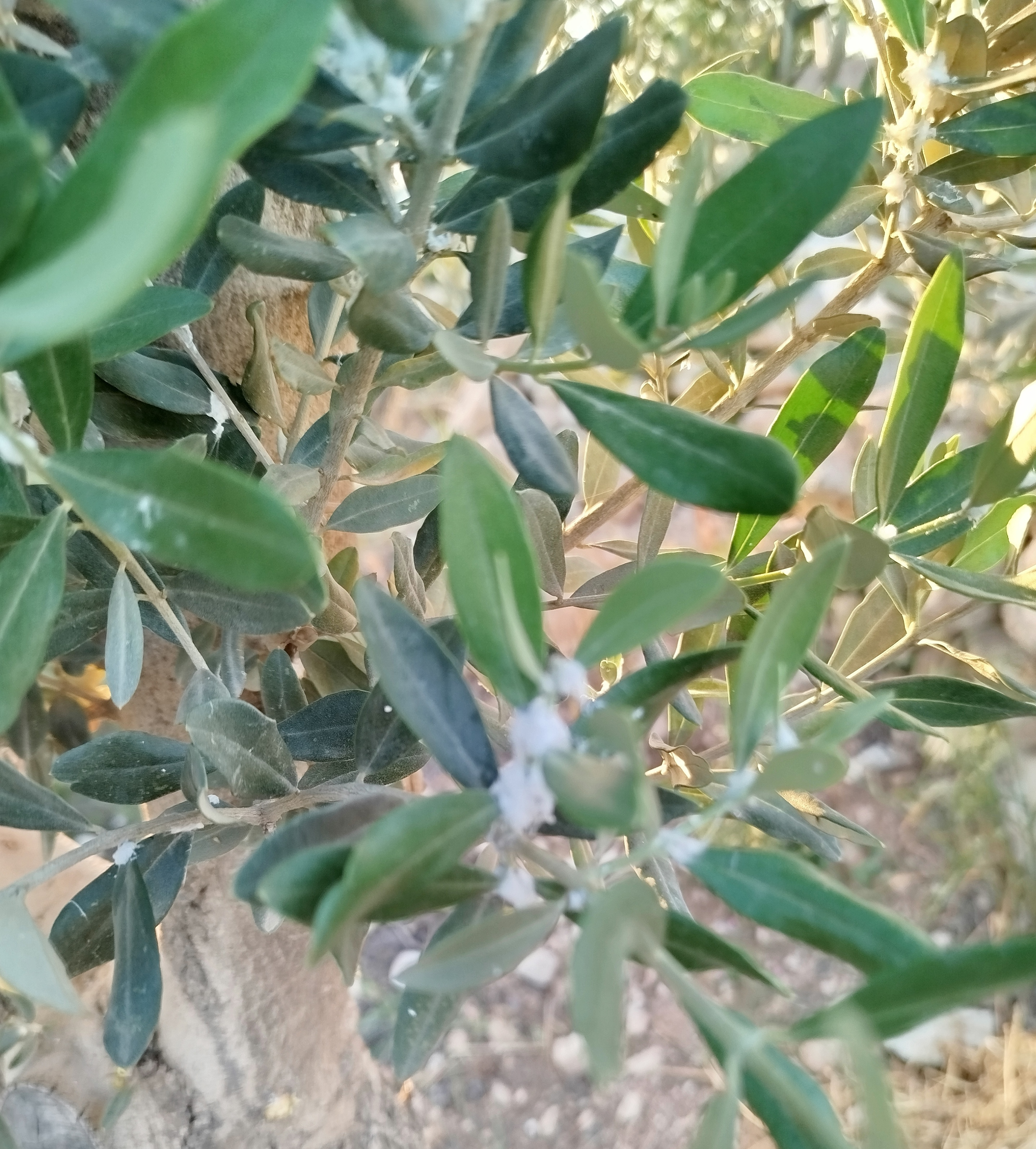
حشرة الزيتون القطنية أو بسيلا الزيتون

تتغذى الحشرة على الأزهار، وتفرز كمية كبيرة من الشمع الأبيض (على شكل كتل قطنية بيضاء لزجة) يغطي النورات الزهرية والبراعم الخضرية، كما تفرز مادة عسلية ينمو عليها فطر العفن الأسود، وتؤدي الإصابة إلى جفاف الأزهار وتساقطها، إعاقة عملية التلقيح وبالتالي انخفاض في المحصول، ذبول وسقوط الأوراق وانخفاض كفاءة التمثيل الضوئي نتيجة تغطية الكتل القطنية للأوراق. يمكن أن تهاجم الثمار وتؤدي إلى تساقطها.

## المكافحة

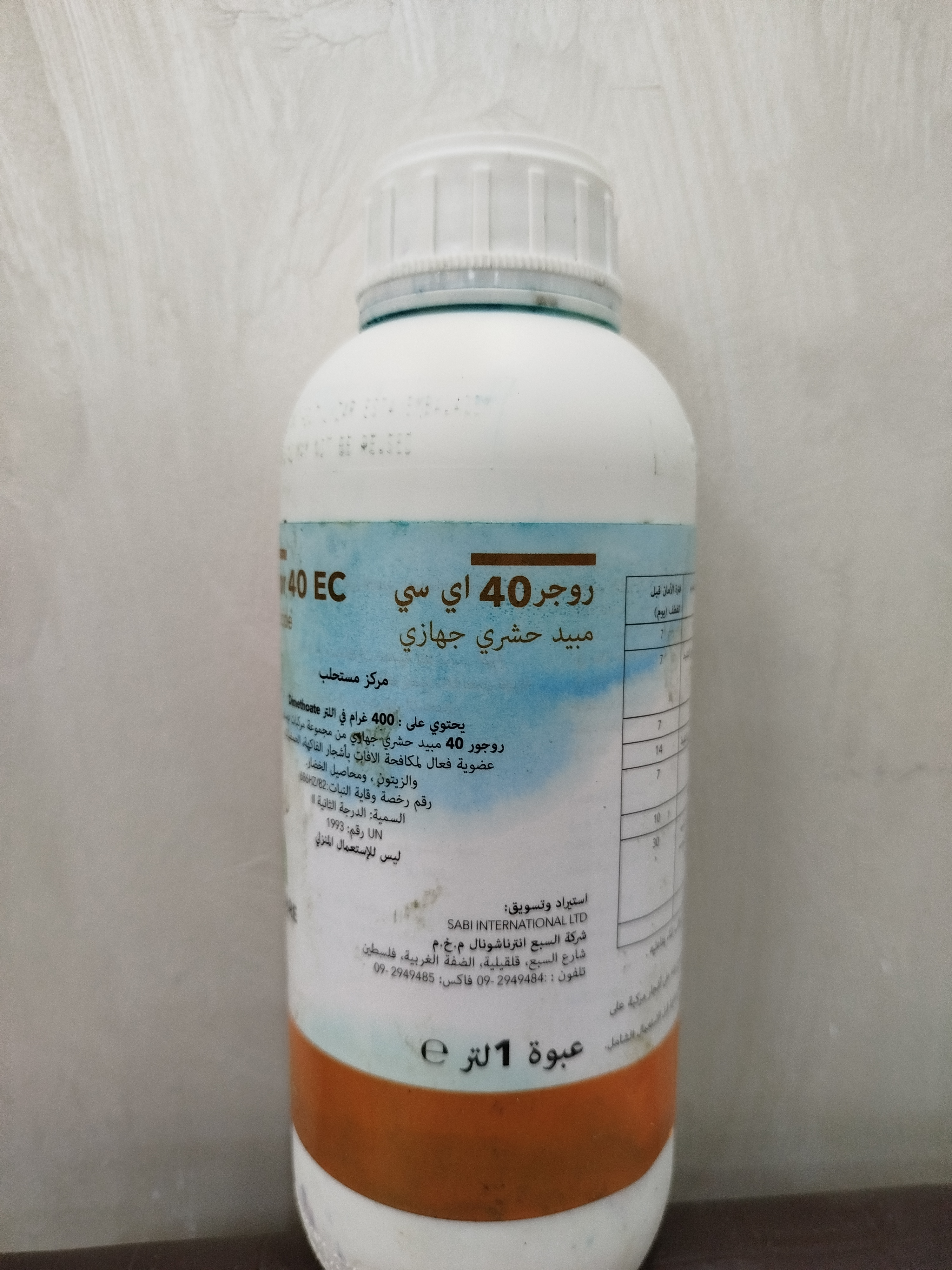
روجر، مبيد حشرات

تكافح الحشرة بالاهتمام بعمليات الخدمة من ري وتسميد وتنظيف الأرض من الحشائش والتقليم مع حرق الأفرع المصابة. الرش بالزيوت المعدنية الصيفية خلال بداية الربيع بمعدل 1.5% منفردا أو يضاف إليه أحد مبيدات الحشرات.
وفي حالة ظهور الإصابة خلال فترة الإزهار ترش الأشجار بأحد المبيدات التالية:
- بالملاثيون بتركيز 3 في الألف
- الأنثيو بتركيز 2 في الألف.
- روجر 40 بمعدل (1.5-1سم3/ للتر).
- ديزكتول بمعدل (3 سم3/ للتر).
- فيرتميك (0.5 سم3 /للتر).
- دروسبان (2-1.5 سم3/ للتر).